# River Tove
River Tove är ett vattendrag i Storbritannien.   Det ligger i riksdelen England, i den södra delen av landet, 80 km nordväst om huvudstaden London.